# Delusion
Ilusão (Inglês: Delusion), é um filme suspense de Hong Kong, dirigido por Danny Pang Phat e estrelado por Pakho Chau, An Hu, Cici e Cheng Yuanyuan. O Filme foi lançado na China em 6 de maio de 2017 por Huace Pictures.

## Elenco
- Pakho Chau[2]
- An Hu[2]
- Cici[2]
- Cheng Yuanyuan[2]
- Timmy Hung[2]

## Orçamento
Na China, o filme teve o seu cálculo de 1 milhão de dólar